# COMAC C919
El COMAC C919 es un avión comercial de fuselaje estrecho fabricado por la empresa aeroespacial china de COMAC (Corporación de Aviones Comerciales de China). El desarrollo del programa comenzó en 2008, el primer prototipo se empezó a producir a comienzos de diciembre de 2011, y realizó su primer vuelo el 5 de mayo de 2017. Sin embargo, el fabricante tuvo problemas para la primera entregas comerciales a la compañía China Eastern Airlines. Bloomberg estimaba que se podían retrasar hasta 2025 pero finalmente su primer vuelo comercial se realizó en mayo de 2023.
El avión, construido estructuralmente con una aleación de aluminio, está motorizado con las opciones de turbofán de diseño chino ACAE CJ-1000A o extranjero CFM International LEAP. Puede transportar entre 156 a 168 pasajeros en una configuración normal con un alcance de hasta 5555 km (3000 mn). Es competidor de las últimas versiones de los aviones Airbus A320neo y Boeing 737 MAX, además del avión de Rusia también en desarrollo UAC MC-21. A fecha del 31 de agosto de 2018, Comac había recibido 1008 propuestas de compra incluyendo 305 compras en firme, la mayor parte de compañías de alquiler o aerolíneas de China.  A finales de diciembre de 2018, el C919, contaba con 815 pedidos de 28 empresas, entre ellas la compañía GE Capital Aviation Services.
El 27 de mayo de 2023, se realiza el primer vuelo comercial de esta nave, entrando en servicio de mano de la compañía aérea china China Eastern Airlines, entre las ciudades de Shanghái y Beijín, con el número de vuelo 9191, y la nave matrícula B-919A.

## Numeración
Para el número del modelo, la C viene de "COMAC" y "China"; 9 es un juego de palabras que suenan igual en chino con "siempre"; mientras 19 se refiere a la capacidad planeada de transportar 190 pasajeros. La letra C también puede implicar la situación intencionada de convertirse en el tercer fabricante mundial, por el "ABC", donde A y B pertenecen a Airbus y Boeing. En chino mandarín, 9  (chino: 九; pinyin: jiǔ) es un sonido homófono de 久, que significa "siempre" como un chengyu en chino: 天长地久; pinyin: tiān cháng dì jiǔ.

## Diseño y fase de certificación

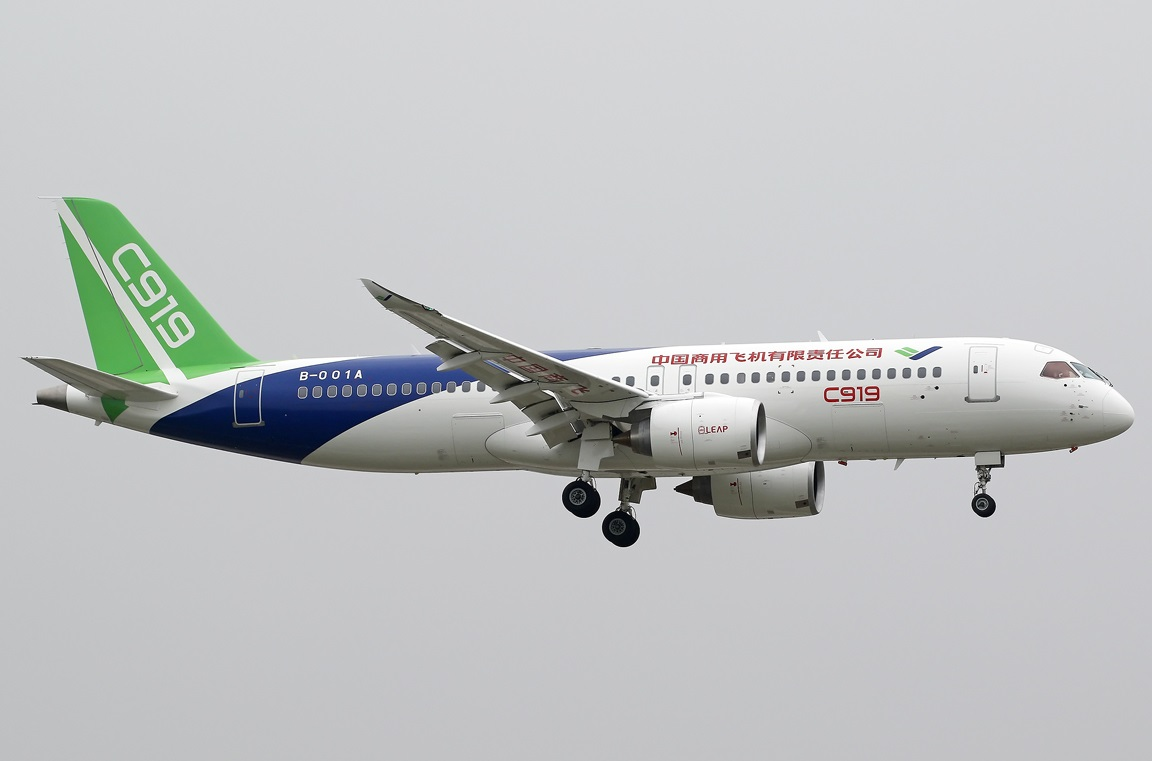
Avión prototipo COMAC C919 en un vuelo de prueba, en 2017.

El C919 es el primer avión comercial de tamaño medio diseñado y fabricado en China desde el fallido proyecto Shanghái Y-10. La corporación china COMAC solo tiene experiencia previa con el diseño y puesta en funcionamiento del avión comercial COMAC ARJ21 de corto alcance y con capacidad de hasta 105 pasajeros.
Inicialmente el diseño y la manufactura de la aeronave se inició en Shanghái, y se desarrolló con motores del fabricante CFM, una empresa conjunta de General Electric y Safran, con la versión del motor LEAP-X, el LEAP-X1C. No obstante, desde el inicio el fabricante expresó su deseo de ofrecer en el futuro un motor diseñado en su país para el C919, el  ACAE CJ-1000A.  La aviónica y otras partes funcionales están fabricada en el extranjero por compañías europeas como Michelin, y en mayor parte estadounidenses como Honeywell o General Electric. Sus especificaciones dan la posibilidad de una vida útil de 90.000 horas de vuelo o 30 años.
China estimaba lanzar el C919 en 2014 para que entrara en servicio en 2016, pero el programa ha tenido dificultades que han demorado el diseño y fabricación. Tras un primer vuelo exitoso el pasado 5 de mayo de 2017 en el aeropuerto internacional de Shanghái Pudong, el segundo prototipo del jet C919 realizó su primer vuelo en diciembre de 2017, siete meses después del primer vuelo. A fecha de marzo de 2019, COMAC esta consiguiendo tímidos avances en las pruebas de certificación, contando con tres aviones para ensayos de los seis planeados, el último en diciembre. El fabricante planea tener al menos 4200 horas de pruebas en vuelo, lo que podría alargar la fase de certificación varios años.
La agencia estadounidense Bloomberg recogía una opinión donde el avión C919 es un intento poco competitivo y de una generación anterior, a pesar de poder resultar más económico. El C919 se anuncia como con un tercio menos del alcance y una cuarta parte menos de carga frente a los modelos equivalentes de los dos principales rivales aeronáuticos de Boeing y Airbus, sustentado por el gobierno de China y los pedidos de las compañías nacionales. El precio estimado es de 70 millones de dólares por cada unidad (es decir, unos 61 millones de euros), 27 millones de dólares menos (más de 23 millones de euros) que un Airbus A320 y cuatro millones de dólares menos que un Boeing 737.

## Pedidos
En el Salón Aeronáutico de Zhuhai de 2010, COMAC anunció que había logrado firmar un total de 55 pedidos del C919 por parte de 6 aerolíneas, con opciones para 45 aparatos más.  Las aerolíneas que compraron la aeronave fueron China Eastern Airlines, Air China, Hainan Airlines, China Southern Airlines, CDB Leasing Company, y GE Capital Aviation Services.
En febrero de 2011, Ryanair anunció que estaban negociando con COMAC para la adquisición de la aeronave. En junio de 2011, el presidente de la compañía Michael O'Leary, anunció que había firmado un acuerdo con COMAC para cooperar en el desarrollo del C919.
En marzo de 2017, las órdenes del C919 llegaron a los 600 pedidos.
| Cliente                                            | Pedidos | Opciones | Notas                                |
| -------------------------------------------------- | ------- | -------- | ------------------------------------ |
| Air China                                          | 5       | 15       |                                      |
| BOC Leasing                                        | 30      | 0        | Compañía de arrendamiento financiero |
| CDB Leasing Company                                | 10      | 0        | Compañía de arrendamiento financiero |
| CALC (China Aircraft Leasing)                      | 20      | 0        | Compañía de arrendamiento financiero |
| China Eastern Airlines                             | 5       | 15       |                                      |
| China Southern Airlines                            | 5       | 15       |                                      |
| GECAS (General Electric Capital Aviation Services) | 10      | 0        | Compañía de arrendamiento financiero |
| ICBC Leasing                                       | 45      | 0        | Compañía de arrendamiento financiero |
| Hainan Airlines                                    | 5       | 15       |                                      |
| Turkish Airlines                                   | 5       | 15       |                                      |
| Sichuan Airlines                                   | 20      | 0        |                                      |
| BOC Aviation                                       | 20      | 0        | Compañía de arrendamiento financiero |
| Total                                              | 175     | 60       |                                      |

## Operadores
- China Eastern Airlines (5)[20]
- Air China (2)[21]
- China Southern Airlines (1)[22]

### Aeronaves similares
- Boeing 737 MAX
- Airbus A320neo
- Irkut MS-21
- Boeing 787